# Iwan Karabyć
Iwan Fedorowycz Karabyć (Іван Федорович Карабиць, ur. 17 stycznia 1945 w Jałcie w obwodzie donieckim Ukrainy, zm. 21 stycznia 2002) – ukraiński kompozytor, dyrygent, pedagog, Ludowy Artysta Ukrainy.
Pochodził z rodziny pochodzenia greckiego. Jako dziecko przeniósł się z rodziną z Jałty do Dzierżynśka (obecna nazwa Torećk). Ukończył średnią szkołę muzyczną w Artemiwśku (obecna nazwa Bachmut). W latach 1966–1971 uczęszczał do Konserwatorium Kijowskiego, studiując kompozycję u Borysa Latoszyńskiego. W 1975 obronił pracę doktorską, której promotorem był Myrosław Skoryk. Od 1968 do 1975 dyrygował zespołem pieśni i tańca Kijowskiego Okręgu Wojskowego. 
W latach 1979-1983 był przewodniczącym zarządu Muzycznego Funduszu Ukraińskiej SRR. Od 1983 wykładał w katedrze kompozycji Konserwatorium Kijowskiego. W 1998 uzyskał tytuł profesora. Od 1989 do 2001 był dyrektorem muzycznym festiwalu KievMusicFest w Kijowie. W latach 1994-2000 pełnił funkcję kierownika artystycznego Narodowego Zespołu Solistów "Kijowska Camerata". Od 1995 do 2001 przewodniczył jury Międzynarodowego Konkursu im. Vladimira Horowitza. W latach 80. XX w. kierował Kijowskim Klubem Jazzowym. Był doradcą ministra kultury Ukrainy, członkiem zarządu Związku Kompozytorów Ukrainy, Ukraińskiego Funduszu Kultury i Funduszu Pomocy przy Likwidacji Awarii w Elektrowni Atomowej w Czarnobylu, członkiem Narodowej Komisji ds. Kultury przy UNESCO. 
Przyznawał się do inspiracji dziełami Gustava Mahlera, Igora Strawińskiego, Dmitrija Szostakowicza, Drugiej szkoły wiedeńskiej i Latoszyńskiego. W młodości tworzył dzieła dodekafoniczne i nawiązujące do ukraińskiego folkloru
Posiadał tytuły honorowe Zasłużonego Działacza Sztuk USRR (1974) i Ludowego Artysty Ukraińskiej SRR (1991). W 1978 otrzymał nagrodę Komsomołu Ukraińskiej SRR im. Mykoły Ostrowśkoho.
Od 2010 na domu, w którym wychowywał się w Torećku, znajduje się tablica pamiątkowa. Jego imię od 2004 noszą średnia szkoła muzyczna w Bachmucie i podstawowa szkoła muzyczna w Torećku. W Kijowie (od 2011) i Bachmucie (od 2003) odbywają się konkursy muzyczne imienia Karabycia.

## Twórczość
Dorobek twórczy Karabycia:
- Na orkiestrę – 2 symfonie (nr 1 5 piseń pro Ukrainu z 1974 i nr 2 z 1977), 3 koncerty, preludium symfoniczne Pryswiaczena Żowtniu z 1977, uwertura Triumfalna z 1980, balet Heroiczna symfonia z 1982
- Na orkiestrę i chór – Sad pieśni boskich (według Hryhorija Skoworody), Vivere memento według Iwana Franki, opera-oratorium Kijiwski freski według Borysa Olijnika i inne
- 2 koncerty na fortepian i orkiestrę
- koncert na wiolonczelę z orkiestrą
- Utwory kameralne
- Utwory wokalno-instrumentalne, np. Trzy ukraińskie pieśni na chór i fortepian, cykl utworów Pasteli do słów Pawła Tyczyny z 1970
- muzyka filmowa

| Dysko-chorowod                                                     |
|                                                                    |
| wykonawcy: Andrij Diomin (klarinet), Andrij Bondarenko (fortepian) |

| preludia №1 |  |
|             |  |
|             |  |

| preludia №8 |  |
|             |  |
|             |  |

| preludia №10 |  |
|              |  |
|              |  |

| preludia №17                           |
|                                        |
| wykonuje Andrij Bondarenko (fortepian) |

## Wybrana muzyka filmowa
- 1982: Deszczyk